# Вестре-Слидре
Ве́стре-Сли́дре (норв. и нюнорск Vestre Slidre) — коммуна в губернии Оппланн в Норвегии. Административный центр коммуны — город Слидре. Официальный язык коммуны — нюнорск. Население коммуны на 2007 год составляло 2217 чел. Площадь коммуны Вестре-Слидре — 463,24 км², код-идентификатор — 0543.

## История населения коммуны
Население коммуны за последние 60 лет:

Статистика коммуны Вестре-Слидре